# Tapuiasaurus
Tapuiasaurus là một chi khủng long, được Zaher et al. mô tả khoa học năm 2011.